# Chiesa di Santa Caterina alla Ruota (Furore)
La chiesa di Santa Caterina alla Ruota è una chiesa rupestre ubicata a Furore.

## Storia e descrizione
La chiesa venne costruita nel XIX secolo per servire il borgo di pescatori all'interno del fiordo di Furore.
L'accesso alla chiesa è consentito tramite una scalinata; la facciata è caratterizzata da un portale d'ingresso ad arco, inscritto in due colonne con capitelli e arcosolio, mentre sulla destra è un campanile a vela. Internamente, sfruttando parte del costone e di una sua cavità, è ad aula unica con fondo ad abside dov'è posto l'altare maggiore sormontato dalla tela raffigurante Santa Caterina d'Alessandria.